# Paris Singer
 (décembre 2021).
Si vous disposez d'ouvrages ou d'articles de référence ou si vous connaissez des sites web de qualité traitant du thème abordé ici, merci de compléter l'article en donnant les références utiles à sa vérifiabilité et en les liant à la section « Notes et références ».
Pour les articles homonymes, voir Singer.
Paris Eugène Singer est l'un des fils d'Isaac Merritt Singer, l'industriel de la machine à coudre, né le 20 février 1867 à Paris et mort le 24 juin 1932 à Londres.

## Biographie
Il a eu plusieurs enfants, dont Patrick, né en mai 1910, de sa relation amoureuse avec la danseuse Isadora Duncan. En avril 1913, l'enfant perd la vie dans un accident de voiture. Sa nourrice et sa demi-sœur, Deirdre, née en 1906, la fille aînée de Isadora Duncan, meurent elles aussi dans l'accident.
Isadora Dunca le surnomme « Lohengrin » dans ses mémoires publiés en 1928 un an après sa mort, et parues en français sous le titre Ma vie.